# Pöttmes
Pöttmes ist ein Markt im schwäbischen Landkreis Aichach-Friedberg.

## Geografie

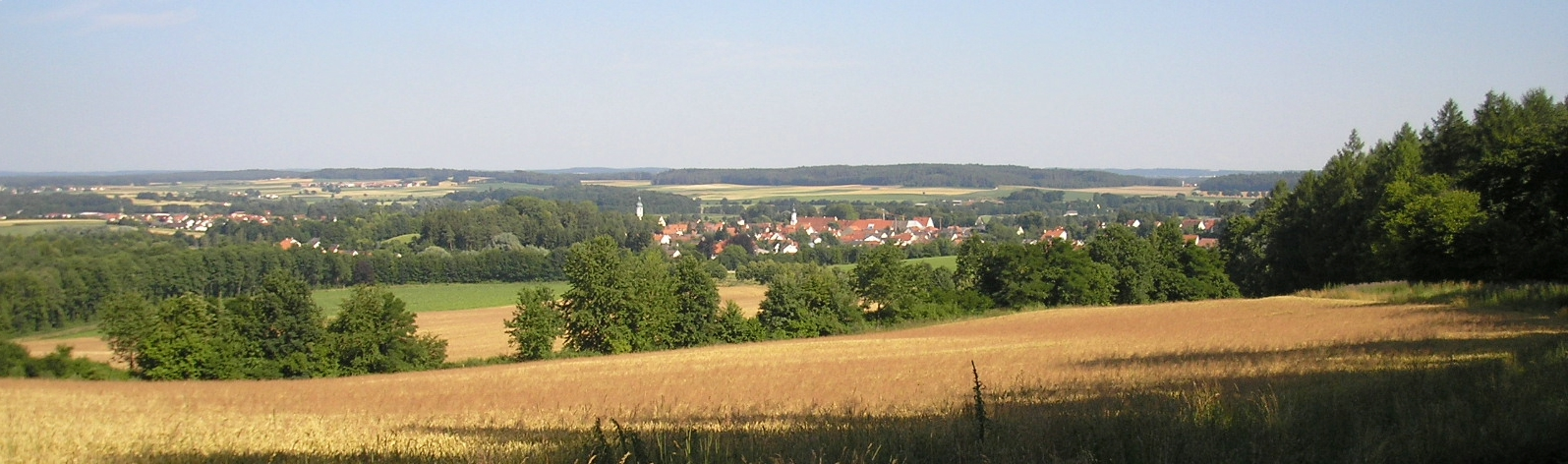
Ansicht von Nordwesten (bei Gumppenberg)

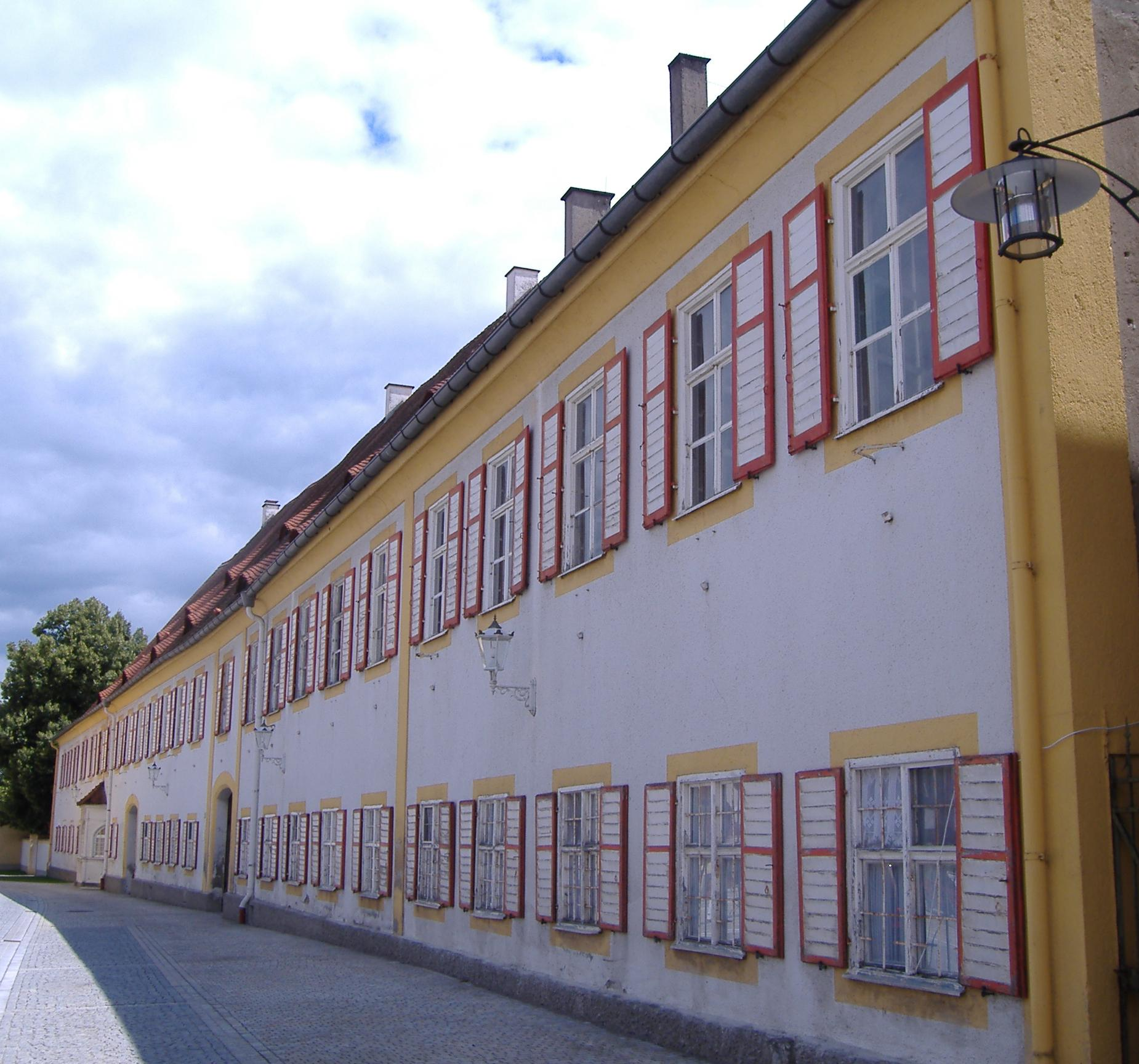
Nordseite von Schloss Pöttmes

Pöttmes liegt an der Grenze zwischen der Aindlinger Terrassentreppe (Donau-Iller-Lech-Platte) im Westen sowie dem Donau-Isar-Hügelland und dem Altbayerischen Donaumoos (Unterbayerisches Hügelland) im Osten. Diese gehören zum Alpenvorland, eine Naturräumliche Haupteinheit Deutschlands.
Pöttmes ist die nördlichste Gemeinde des (seit der am 1. Juli 1972 in Kraft getretenen Verwaltungsreform) schwäbischen Landkreises Aichach-Friedberg, gehört historisch jedoch zu Altbayern.

### Gemeindeteile
Es gibt 33 Gemeindeteile (in Klammern ist der Siedlungstyp angegeben):
- Abenberg (Einöde)
- Au (Dorf)
- Aumühle (Einöde)
- Batzmühle (Einöde)
- Bleitzhof (Einöde)
- Dieß (Weiler)
- Dießmühle (Einöde)
- Ebenried (Pfarrdorf)
- Echsheim (Pfarrdorf)
- Eiselsried (Dorf)
- Grimolzhausen (Pfarrdorf)
- Gumppenberg (Weiler)
- Gundelsdorf (Pfarrdorf)
- Handzell (Pfarrdorf)
- Immendorf (Kirchdorf)
- Koppenzell (Einöde)
- Kühnhausen (Kirchdorf)
- Maiermühle (Einöde)
- Mandlach (Weiler)
- Neumühle (Einöde)
- Obermühle (Einöde)
- Osterzhausen (Pfarrdorf)
- Pertenau (Dorf)
- Pöttmes (Hauptort)
- Reicherstein (Dorf)
- Sankt Othmar (Einöde)
- Schnellmannskreuth (Pfarrdorf)
- Schorn (Pfarrdorf)
- Sedlbrunn (Weiler)
- Siegersberg (Einöde)
- Stuben (Dorf)
- Wagesenberg (Weiler)
- Wiesenbach (Pfarrdorf)

Es gibt die Gemarkungen Ebenried, Echsheim, Grimolzhausen, Gundelsdorf, Handzell, Immendorf, Kühnhausen, Osterzhausen, Pöttmes, Reicherstein, Schnellmannskreuth, Schorn und Wiesenbach.

### Gemarkungen
Es gibt 13 Gemarkungen:
- Gemarkung Ebenried mit Stuben
- Gemarkung Echsheim
- Gemarkung Grimolzhausen mit Au, Eiselsried und Pertenau
- Gemarkung Gundelsdorf mit Koppenzell
- Gemarkung Handzell mit Aumühle, Batzmühle, Dieß, Dießmühle, Maiermühle, Mandlach, Obermühle, Sankt Othmar, Sedlbrunn und Siegersberg
- Gemarkung Immendorf mit Wagesenberg
- Gemarkung Kühnhausen
- Gemarkung Osterzhausen
- Gemarkung Pöttmes mit Gumppenberg und Neumühle
- Gemarkung Reicherstein
- Gemarkung Schnellmannskreuth
- Gemarkung Schorn mit Abenberg und Bleitzhof
- Gemarkung Wiesenbach

### Nachbargemeinden
- Aindling (Landkreis Aichach-Friedberg)
- Baar (Landkreis Aichach-Friedberg)
- Ehekirchen (Landkreis Neuburg-Schrobenhausen in Oberbayern)
- Hollenbach (Landkreis Aichach-Friedberg)
- Holzheim (Landkreis Donau-Ries)
- Inchenhofen (Landkreis Aichach-Friedberg)
- Königsmoos (Landkreis Neuburg-Schrobenhausen in Oberbayern)
- Kühbach (Landkreis Aichach-Friedberg)
- Petersdorf (Landkreis Aichach-Friedberg)
- Rain (Landkreis Donau-Ries)
- Schrobenhausen (Landkreis Neuburg-Schrobenhausen in Oberbayern)
- Thierhaupten (Landkreis Augsburg)

## Geschichte

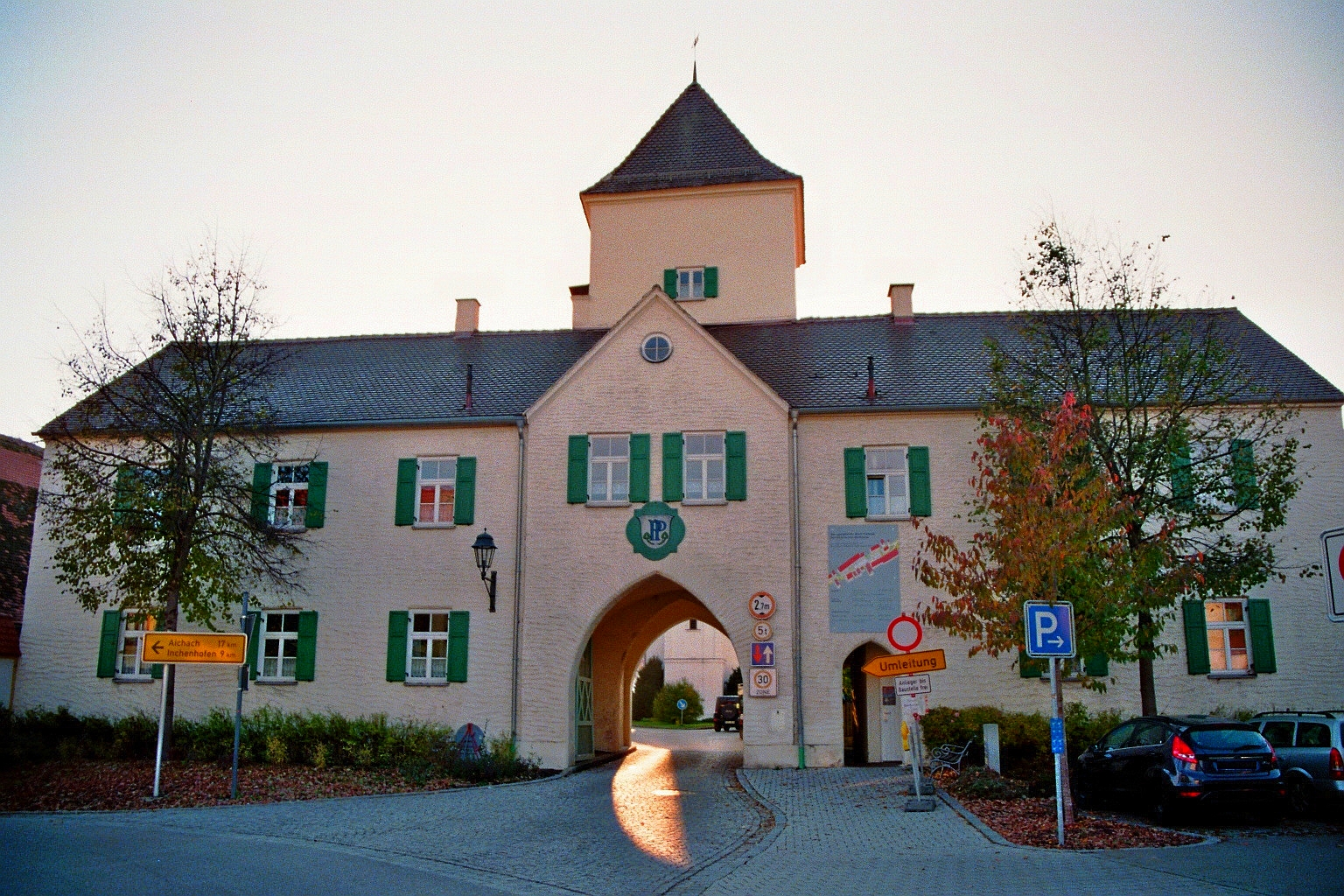
Markttor

### Bis zur Gemeindegründung
Urkundlich wird Pöttmes erstmals um das Jahr 820 im Traditionen des Hochstifts Freising (als Petinmos) genannt. Pöttmes war im Besitz der Grafen von Lechsgemünd-Graisbach, die die Vogteirechte 1281 dem hochfreien Haus Gumppenberg verkauften. Heinrich von Gumppenberg erhielt am 16. Oktober 1324 durch Kaiser Ludwig den Bayern die Marktrechte für Pöttmes verliehen. Der Ort war Teil des Herzogtums Bayern, bildete aber eine geschlossene Hofmark, die auch ein Blutgericht besaß. Dieses wurde 1310 von Kaiser Ludwig dem Bayern verliehen und bestand bis zur großen Neuordnung des Gerichtswesens im Königreich Bayern im Jahre 1808. Noch heute zeugt der nördlich von Pöttmes gelegene „Galgenberg“ von diesem Hochgericht. Die Gumppenberg hatten auch Sitz und Stimme im Landtag, welcher 1403, 1420, 1421 und 1447 in Aichach tagte.
Im Dreißigjährigen Krieg 1633 und 1704 im Spanischen Erbfolgekrieg wurde Pöttmes gebrandschatzt.
Im Zuge der Verwaltungsreformen in Bayern entstand mit dem Gemeindeedikt von 1818 die heutige Gemeinde. Bis 1848 bestand in Pöttmes noch ein Patrimonialgericht I. Klasse der Gumppenberg. Nach Kriegsende 1945 kamen viele Flüchtlinge und Evakuierte nach Pöttmes.

### 21. Jahrhundert
Deutschlandweit Schlagzeilen machte Pöttmes am 2. Dezember 2008, als Pfarrer Thomas Rein in seiner Pfarrkirche St. Peter und Paul ein ausgesetztes Baby in der Weihnachtskrippe auffand.

### Eingemeindungen
Am 1. Juli 1970 wurde die Gemeinde Immendorf nach Pöttmes eingemeindet. Am 1. Januar 1972 kam Schnellmannskreuth hinzu. Es folgten Handzell am 1. April 1972, Grimolzhausen, Kühnhausen und Schorn am 1. Juli 1972. Gundelsdorf kam am 1. Januar 1976 zum Markt Pöttmes. Ebenried folgte am 1. Januar 1977. Die Reihe der Eingemeindungen wurde mit der Eingliederung von Echsheim, Osterzhausen, Reicherstein und Wiesenbach am 1. Januar 1978 abgeschlossen.
Die bisherigen Gemeinden gehörten (bis zum Tag der Eingemeindung, längstens bis zum 30. Juni 1972) zu den folgenden Altlandkreisen:
- Landkreis Aichach (Oberbayern): Ebenried, Gundelsdorf, Handzell, Immendorf, Osterzhausen, Pöttmes und Schnellmannskreuth
- Landkreis Neuburg an der Donau (Schwaben): Echsheim, Kühnhausen, Reicherstein, Schorn und Wiesenbach
- Landkreis Schrobenhausen (Oberbayern): Grimolzhausen

### Ausgliederungen
Am 1. Januar 1977 wurde der Gemeindeteil Klingsmoos mit etwa 200 Einwohnern an die Gemeinde Königsmoos, Landkreis Neuburg-Schrobenhausen, abgetreten.

### Einwohnerentwicklung
Zwischen 1988 und 2020 wuchs die Gemeinde von 5566 auf 7203 um 1637 Einwohner bzw. um 29,4 %.
- 1961: 5363 Einwohner[8]
- 1970: 5539 Einwohner[8]
- 1987: 5580 Einwohner
- 1991: 5734 Einwohner
- 1995: 6061 Einwohner
- 2000: 6117 Einwohner
- 2005: 6354 Einwohner
- 2010: 6282 Einwohner
- 2015: 6586 Einwohner
- 2016: 6630 Einwohner
- 2017: 6997 Einwohner
- 2018: 7084 Einwohner
- 2019: 6853 Einwohner[9]
- 2020: 7203 Einwohner
- 2021: 7315 Einwohner
- 2022: 7422 Einwohner
- 2023: 7439 Einwohner
- 2024: 7481 Einwohner

Nach Angaben der Gemeinde wohnten im Kernort Pöttmes am 31. Dezember 2024 3627 Menschen (3622 Einwohner am 31. Dezember 2023, 3590 Einwohner am 31. Dezember 2022, 3510 Einwohner am 31. Dezember 2021, 3427 Einwohner am 31. Dezember 2020, 3415 Einwohner am 31. Dezember 2019, 3362 Einwohner am 1. Januar 2018, 3191 Einwohner am 1. Januar 2017, 2828 Einwohner am 1. Januar 2011, 2853 Einwohner am 1. Juli 2010).

## Politik

### Bürgermeister
Erster Bürgermeister ist seit 1. Mai 2020 Mirko Ketz (CSU); dieser setzte sich in der Wahl vom 15. März 2020 mit 50,9 Prozent der Stimmen durch. Seine Vorgänger waren:
- Franz Schindele, Mai 2008 bis April 2020; er setzte sich in der Stichwahl 2008 gegen seinen Vorgänger durch und wurde am 16. März 2014 mit 97,21 % wiedergewählt.
- Johann Schmuttermeier (1990–2008).
- Karl Hofmann (1972–1990).

### Gemeinderat
Der Gemeinderat setzt sich aus dem Ersten Bürgermeister und 20 Gemeinderäten zusammen.
| Parteien    | 2020    | 2020  | 2020    | 2020   | 2014    | 2014  |
| Parteien    | Anteil  | Sitze | ±Anteil | ±Sitze | Anteil  | Sitze |
| ----------- | ------- | ----- | ------- | ------ | ------- | ----- |
| Bürgerblock | 43,85 % | 9     | +7,9 %  | +2     | 35,95 % | 7     |
| CSU         | 34,38 % | 7     | −0,4 %  | ±0     | 34,74 % | 7     |
| CWG         | 21,77 % | 4     | −7,6 %  | −2     | 29,32 % | 6     |

### Gemeindepartnerschaften
Die Gemeinde unterhält seit 1980 eine Gemeinde- und Schulpartnerschaft mit La Haye-Pesnel in Frankreich.

## Wappen
| Wappen von Pöttmes | Blasonierung: „In Silber die verschlungenen blauen Buchstaben P. P., unten beseitet von je einem durchbrochenen grünen Seerosenblatt an langem Stiel.“ |
| Wappen von Pöttmes | Das Wappen ist aus einem Siegelbild abgeleitet; Siegelführung seit dem 14. Jahrhundert belegt. Die Buchstaben machen es zu einem Initialwappen und stehen für die Kirchpatrone Peter und Paul. Die Seerosenblätter sind dem Wappen der Familie von Gumppenberg entnommen, die seit dem 13. Jahrhundert Besitz bei Pöttmes hatte. |

## Kultur und Sehenswürdigkeiten

### Museen
- Fahrrad-Museum in der Schillerstraße

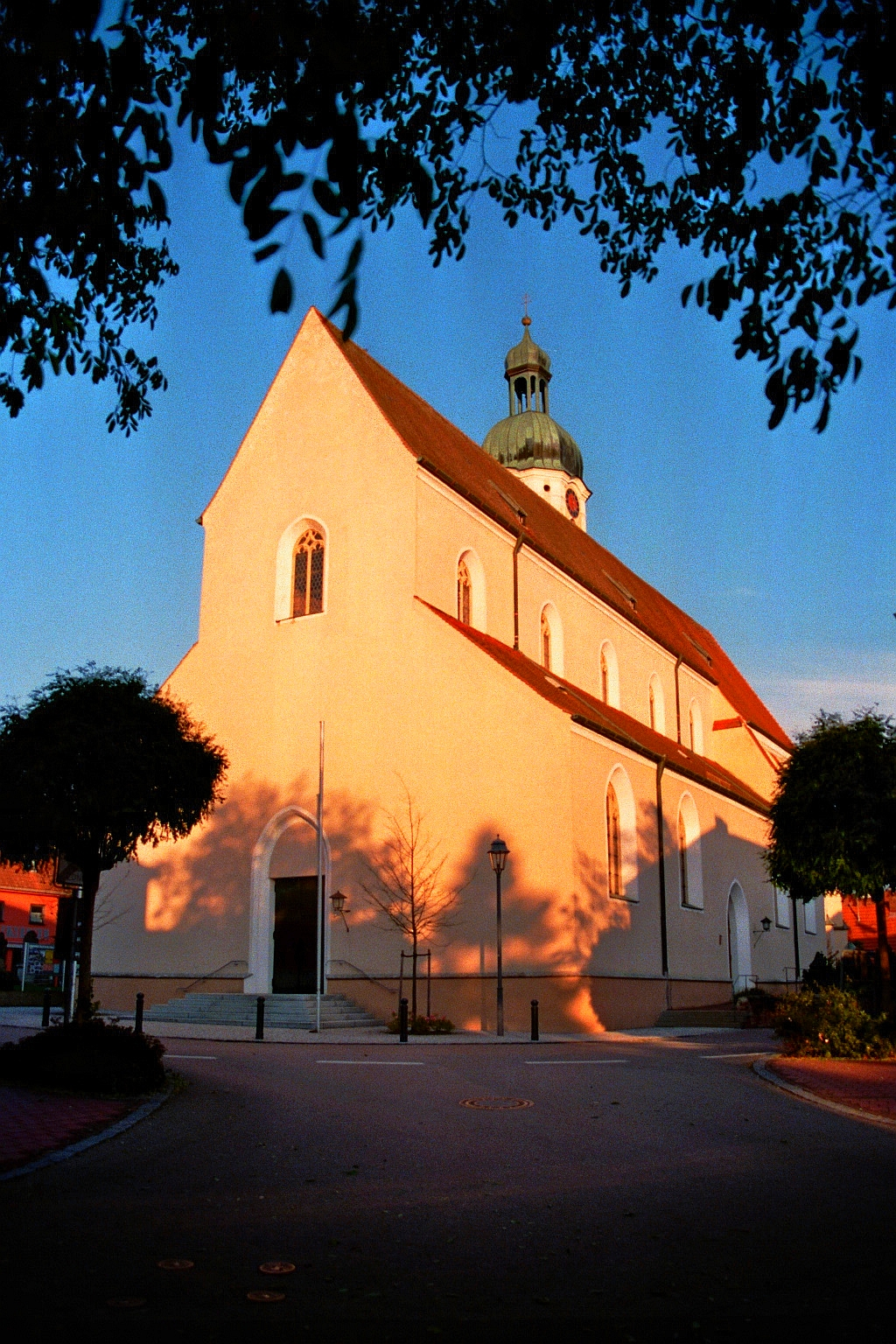
Katholische Pfarrkirche St. Peter und Paul

### Bau- und Bodendenkmäler
- Pfarrkirche St. Peter und Paul
- Schloss Pöttmes
- Schloss Schorn
- Westlicher Torturm
- Waldkapelle Ochsenkreuz (Gumppenberg)
- Abschnittsbefestigung Schorn

### Grünflächen und Naherholung
- Mandlachsee (Naherholungsgebiet)

## Wirtschaft und Infrastruktur

### Wirtschaft einschließlich Land- und Forstwirtschaft
Es gab 2021 insgesamt 1603 sozialversicherungspflichtig Beschäftigte. Von der Bevölkerung waren 3144 Personen versicherungspflichtig tätig. Damit übersteigt die Zahl der Auspendler die der Einpendler um 1541. Die 99 landwirtschaftlichen Betriebe (2020;1999 waren es noch 224) bewirtschafteten eine Fläche von 3586 Hektar.

### Bildung
Es gibt folgende Einrichtungen:
- Kindertageseinrichtungen: 288 Betreuungsplätze in vier Einrichtungen, 251 betreute Kinder (2011)
- Grund- und Mittelschule mit 26 Lehrern und 361 Schülern (SJ 2018/2019)[11][12]
- Staatl. Wirtschaftsschule Wittelsbacher Land Aichach-Friedberg in Pöttmes: dreistufige Wirtschaftsschule mit 47 Schülern (SJ 2018/2019)[13]

### Medien
Im Gemeindegebiet erscheinen die Tageszeitungen Aichacher Zeitung und Aichacher Nachrichten.

## Persönlichkeiten

### Söhne und Töchter der Gemeinde
- Johann Adam Morasch (1682–1734), Mediziner und Hochschullehrer
- Aurelie Deffner (1881–1959), Politikerin
- Josef Stegmair (1886–1945), Schlosser und Märtyrer
- Johannes von Gumppenberg (1891–1959), deutscher Gutsbesitzer, Schafzüchter und Verwaltungslandwirt
- Horst Gall (1938–1980), Paläontologe und Konservator an der Bayerischen Staatssammlung in München
- Joachim Rückert (* 1945), Rechtswissenschaftler
- Georg Paula (1955–2014), Kunsthistoriker, Denkmalpfleger und wissenschaftlicher Autor
- Mona Neubaur (* 1977), Politikerin
- Christoph Daferner (* 1998), Fußballspieler
- Colleta Möritz alias Schützenliesl  (19.09.1860 in Ebenried – 30.11.1953 in München) die wohl bekanntesten Symbolfigur bayerischer Wirtshaus- und Festkultutur

### Ehrenbürger
- Karl Hofmann sen. (* 28. Januar 1900; † 27. Oktober 1982), verliehen 1965, Verwaltungsamtmann und Bürgermeister
- Karl Hofmann jun. (* 22. Januar 1924; † 17. April 2012), verliehen 1991, 1. Bürgermeister 1972–1990